# Phylocentropus harrisi
Phylocentropus harrisi là một loài Trichoptera trong họ Dipseudopsidae. Chúng phân bố ở miền Tân bắc.